# Red Wings Airlines
Red Wings Airlines es una aerolínea basada en el Aeropuerto Internacional de Domodédovo en Moscú, Rusia. La aerolínea ofrece servicios regulares de pasajeros y carga a nivel tanto nacional como internacional. La aerolínea se fundó en 1999 bajo el nombre de VARZ-400.

## Historia
Red Wings Airlines se fundó en 1999 bajo en nombre de VARZ-400 Airlines, acrónimo de "Taller de Reparación de Aviones Nº 400 de Vnukovo" en ruso. La aerolínea fue renombrada Airlines 400 en 2001, en 2007 se pasaría a denominar Red Wings Airlines.
Su propietario era el empresario ruso Alexander Lebedev, quien quiso crear una aerolínea de descuento utilizando los nuevos aviones de fabricación rusa Tupolev Tu-204. La compañía actualmente operaba el Tupolev Tu-204-100 y tenía planeado adquirir algunos Airbus A320 y A321 para complementar su flota de Tu-204.
Lebedev también era propietario del 49% de la aerolínea chárter alemana Blue Wings, que fue una compañía hermana de Red Wings. Aun así, el 13 de enero de 2010, Blue Wings cesó todas sus operaciones luego de declararse en bancarrota y haber vendido la mayoría de sus aparatos.

## Flota

### Flota Actual
La flota de Red Wings Airlines está compuesta de las siguientes aeronaves con una edad promedio de 11.2 años, a fecha de noviembre de 2022:

## Accidentes

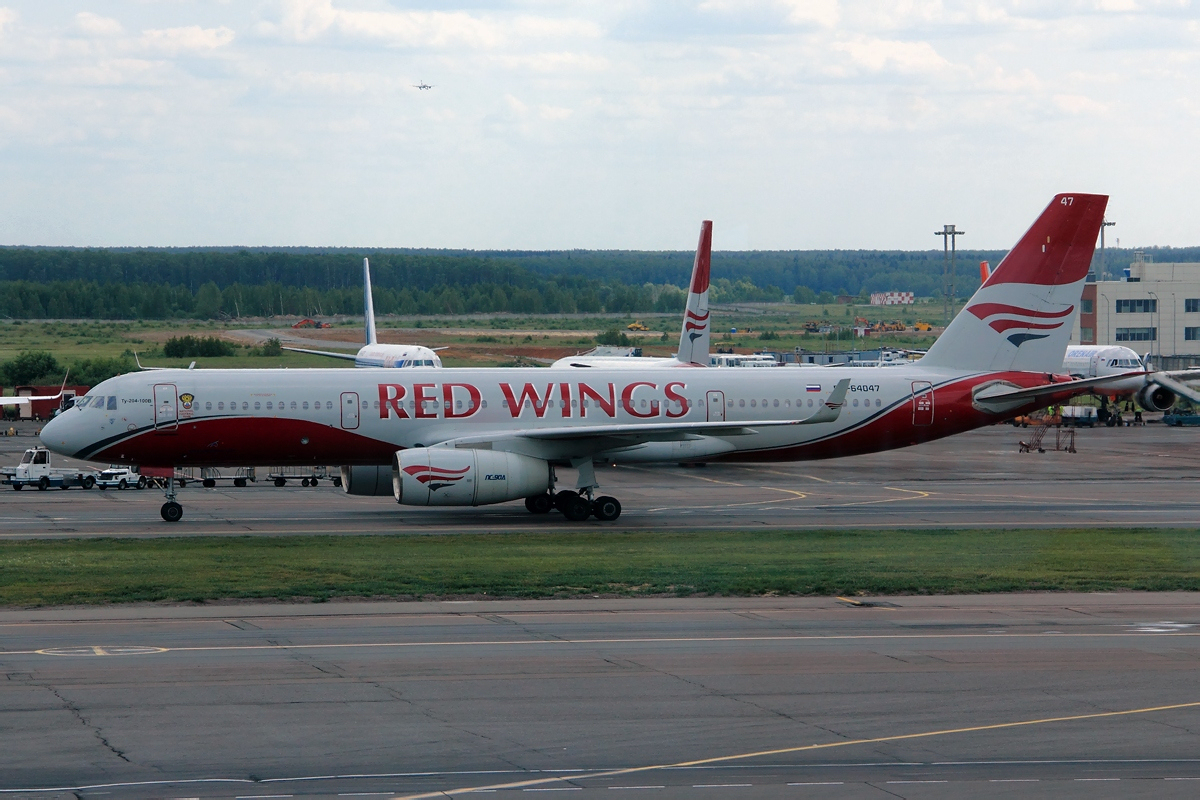
La aeronave implicada en el accidente.

- El 29 de diciembre del año 2012, a las 16:35 hora local (12:35 GMT), el TU-204 (RA-64047, cn 1450743164047) que realizaba el vuelo 9268 de Red Wings, tuvo un accidente tras rebasar la pista de aterrizaje del Aeropuerto de Moscú-Vnukovo. A consecuencia de la salida de pista, la aeronave se partió en tres y se incendió a 300 metros de la pista de despegue. De los 8 miembros de la tripulación que se encontraban a bordo fallecieron 5.[4][5]